# チャーリー、転送を頼む
チャーリー、転送を頼む（チャーリー てんそうをたのむ、Beam me up, Scotty、転送してくれ、スコッティ）は、SFテレビシリーズ『スタートレック』の最初の作品である『宇宙大作戦』から生まれた言葉である。作品中で、宇宙船エンタープライズ号の船長である主人公のカークがどこか他の場所からエンタープライズ号へ転送帰還するとき、機関主任のチャーリーに発する命令に由来している。
この言葉 "Beam me up, Scotty!" が作品中で実際に使用されたと思われることもあるが、テレビのエピソードや劇場版映画でカークがこの科白を口にしたことはない。実際に使用された科白の中で近いものは、第76話「惑星アーダナのジーナイト作戦」（原題：The Cloud Minders）のラストシーンでの "Mr.Scott, beam us up."や、映画『スタートレックIV』での "Scotty, beam me up"、同じく映画『ジェネレーションズ』での "Beam them out of there, Scotty"、さらにはアニメーション『まんが宇宙大作戦』のエピソード「惑星ファイロスの巨人」での "Beam us up, Mr. Scott"などがある。
また、「スコッティ、転送を頼む。ここにはどんな知的生命体もいない」というフレーズが使われたバンパーステッカーが存在する。
多数の人が目にしており、シャーロック・ホームズの「初歩的なことだよ、ワトソン君」や真田志郎の「こんなこともあろうかと開発しておいた」などと同様によく知られた引用である。
チャーリーを演じた俳優ジェームズ・ドゥーハンは、後に自叙伝の題名としてこのフレーズを使用している。
アメリカ合衆国の下院議員であるジェームズ・トラフィカントは、「転送を頼む」をキャッチフレーズとした。
スタートレックに関係がない映画や漫画『ディルバート』でもこの科白が使用されている。
カーク船長を演じたウィリアム・シャトナーが執筆したスタートレックのオリジナル小説作品 "The Ashes of Eden" のカセットブックではこの通りの科白をシャトナー自身が喋っている。

## 他作品での使用
- ジェイムズ・ティプトリー・Jr.の短編小説『ビームしておくれ、ふるさとへ』[2]で、主人公がこのフレーズ[注 7]を口にしている。

- アニメ『サウス・パーク』第2シーズンのエピソード「プらりったリウム狂騒曲」では、プラネタリウム入口のアーチに パロディが書かれているのを読み取ることができる。

- 『チップとデールの大作戦』第1シーズンのエピソード「ハロー！エイリアン」(Dale Beside Himself) で、デールがこの言葉を引用している。

- アストラルソフトウェアが1986年に発売した迷路パズルゲーム『XOR』ではワープ場所に「BMUS」と書かれているが、これは "Beam me up, Scotty. の頭文字をとったものである。

- ドイツのプランBというロックバンドが 1989 年に発売した LP レコード「温室効果」には "Beam me up, Scotty (this planet sucks)" という曲が収録されている。

- R・ケリーのシングルレコード「ロック・スター」には "call me Scotty, because I'm about to beam up" というフレーズが含まれている。

- ジェリー・ブラッカイマーが製作した 1998 年公開の映画『アルマゲドン』では、スティーヴ・ブシェミが演じるロックハウンドというキャラクターが小惑星破壊任務に赴くときにこの言葉を引用している。

- 『スターゲイト SG-1』の第4シーズンのエピソード「改造デスグライダー」では、ジャック・オニールとティルクをどうやって収容するかというジェイコブ・カーターの質問にダニエル・ジャクソンが「「ビーム転送」はできないか」と答えたのに対し、カーターが原語版では「Beam them out? What am I, Scotty?」と返している（日本語吹き替えでは「ビーム転送？トールじゃないんだぞ？」とスタートレックの様な転送装置を持つ種族の仲間の事にだけ言及している。なお、作中では地球人も一応転送装置を持っているが、送受信機に当たる「転送リング」とそれを展開できる空間が必要）。

- 米NBC系のテレビドラマ『HEROES』では、「空間をねじ曲げて、地球上のどこにでもテレポートが出来るのさ」と話すスタートレック好きの登場人物ヒロ・ナカムラに対して、友人アンドウが「この話を続けるには酒が必要だ。スコッティ、転送してくれ！」と冗談を言うシーンがある（英字幕では「"Beam us up, Scotty".」）。

- ビデオゲーム『Awesomenauts』のプレイアブルキャラクターであるCoco Nebulonがワープする際に台詞が引用されている。